# Кульнев, Сергей Яковлевич
Серге́й Я́ковлевич Ку́льнев (1858—1926) — русский врач-венеролог. Профессор. Главный врач Калинкинской больницы (1891—1925); заведующий кафедрой кожных болезней женского медицинского института (1903—1924). Председатель Русского Сифилидологического общества. 

## Биография
Происходил из древнего дворянского рода Кульневых. Родился в Пскове 26 мая (7 июня) 1858 года в семье небогатого помещика Якова Ивановича Кульнева. В семье были также ещё два сына, ставших известными: генерал-майор Иван Яковлевич (15.10.1853—?) и генерал-майор Свиты Илья Яковлевич (18.12.1856—17.03.1910). Двоюродным дедом братьев был герой Отечественной войны 1812 года Яков Петрович Кульнев.
Воспитывался в Гатчинском сиротском институте и в 1877 году поступил на естественное отделение физико-математического факультета Санкт-Петербургского университета, с первого курса которого перевёлся в Императорскую медико=хирургическую академию, вскоре переименованную в Военно-медицинскую академию. По окончании академии в 1883 году был оставлен при ней для усовершенствования в сифилидологической клинике профессора В. М. Тарновского. Выезжал за границу, работал в Гамбурге и Париже. В ноябре 1886 года стал ординатором Александровской больницы в Санкт-Петербурге.
В 1889 году защитил диссертацию на степень доктора медицины «К вопросу о так называемых лимфангоите при первичном сифилитическом затвердении».
В 1894 году стал сверхштатным ординатором городской Калинкинской больницы для женщин, больных сифилисом. В 1898 году стал приват-доцентом Военно-медицинской академии по кафедре кожных и венерических болезней.
В 1900 году стал главным врачом открывшейся городской мужской венерической Алафузовской больницы, а в 1901 году назначен главным врачом Калинкинской больницы, занимая эту должность до декабря 1924 года, когда больница прекратила своё самостоятельное существование и была переведена в Мечниковскую больницу. В 1903 году стал заведующим кафедры кожных и венерических заболеваний Петербургского женского медицинского института. За 20 лет заведования клиникой Женского медицинского института он воспитал много женщин-венерологов, в числе которых была О. Н. Подвысоцкая.
С организацией в 1918 году Венерологического совета при Петроградском городском здравотделе был его председателем. Член Московского сифилидологического общ-ва им. А. Поспелова. Многократно председательствовал на специальных секциях Пироговских съездов.
Умер 22 августа 1926 года после тяжёлой и продолжительной болезни. Похоронен на Новодевичьем кладбище в Санкт-Петербурге.

## Семья
С 3 октября 1893 года был женат на Марии Константиновне Петровой. У них родилась дочь Кира (1903—1977), вышедшая замуж за астронома К. Ф. Огородникова.